# Mr.FanTastiC
Mr.FanTastiC（ミスターファンタスティック）は、日本の3人組ロックバンド。2018年結成、2025年解散。所属レコード会社はフォーライフミュージックエンタテイメント。略称はミスファン、MFTC。

## 概要
ボーカルのメガテラ・ゼロを中心に、VOCALOIDを用いた音楽活動を行っているナナホシ管弦楽団、ギタリストのつっくんとドラマーのふじゃんを迎え、2018年6月に始動。最初のミュージック・ビデオ「ベストアンサー」を公開した。MR.BIGが好きなメンバーが集まったバンドであり、バンド名も「MR.BIGより凄いバンドを目指す」という思いから決まった。同年9月、東京TSUTAYA O-EASTで初めてのワンマンライブを敢行し、自主制作アルバム『START DASH』を発売した。その後は関西を中心にライブ活動を行う。
結成から1年後の2019年6月、ポニーキャニオンからメジャーデビューし、アルバム1枚とシングル4枚、ダウンロードシングル7曲を発表。2021年7月にナナホシ管弦楽団が脱退して3人体制となり、同時にフォーライフミュージックエンタテイメントへ移籍することを発表した。
2025年5月24日、6月20日にLIQUIDROOMで開催されるライブをもって解散することが発表されたが、6月14日になって解散ライブが中止となることが発表された。

## 経歴
2018年
- 6月26日 - バンド始動。
- 9月26日 - 自主制作アルバム『START DASH』発売。

### ポニーキャニオン時代
2019年
- 6月19日 - ポニーキャニオンよりメジャーデビュー。アルバム『START DASH TURBO』および1stシングル『絶走』を同時発売。
- 10月16日 - 2ndシングル『ウィスキーハロウィン』（『TOKYO BB』主題歌）発売。
- 10月18日から11月28日 - 初の全国ワンマン『今宵も飲みましょ乾杯ツアー』開催。

2020年
- 6月19日 -「Always the best day」配信。
- 12月16日 - 3rdシングル『&』を発売。

2021年
- 2月17日 - 4thシングル『ooh』を発売。
- 3月24日 -「クレイジーダンス」「シアターライフ」の2曲を同時配信。
- 4月21日 -「ヨルノブルース」「We are quits」の2曲を同時配信。
- 5月26日 -「ケイドイド」「伝わんない」の2曲を同時配信。
- 7月28日 - ギター担当・ナナホシ管弦楽団の脱退とレコード会社移籍を発表。

### フォーライフ時代
2021年
- 9月24日 - フォーライフミュージックエンタテイメントへ移籍することを発表。
- 10月20日 -「ブレイキングブレイジング」（『ガンダムブレイカー バトローグ』主題歌）配信。
- 11月17日 -「グッドラック」「スーパームーン」の2曲を同時配信。過去作品全29曲も併せて再配信された。

2022年
- 1月26日 - 配信シングル『Wake,Awake』『ロックンロール白書』を同時発売。
- 5月4日 - アルバム『朝昼晩』を発売。
- 9月29日 - 約3年ぶりとなるワンマンライブ『NEW WORLD』を東京・池袋harevutaiにて開催。
- 10月28日 - 配信シングル『アゲクノハテ』を発売。

2023年
- 1月27日 - 配信シングル『See you』を発売。
- 3月17日 - デジタルEP『II』を発売 。
- 7月1日 - 大阪・THE LIVE HOUSE somaにてワンマンライブ『真夏の俺たち in Osaka』を開催。またこの公演内で初披露された新曲「ユエニ」を7月26日に配信リリースした。
- 8月30日 - 配信シングル『of course』を発売。同日にはバンドの公式YouTubeチャンネルにて同楽曲のミュージック・ビデオも公開された。
- 9月29日 - 配信シングル『Into the rainbow』を発売。
- 10月1日 - 5周年記念ライブ『5th Anniversary ～でも俺たちはいつも同じ事しかできない!～』を神奈川・横浜 1000CLUBにて開催。
- 10月6日 - 配信シングル『Sweet sweet candy time』を発売。

2024年
- 4月3日 - 配信シングル『晴れたらいいな』『Ahead』を同時発売。

2025年
- 5月24日 - 公式ホームページ及び公式SNSにて、バンドの解散を発表。

## メンバー
- メガテラ・ゼロ（ボーカル）
  - 広島県出身。血液型はO型。9月12日生まれ。
- つっくん（ギター）
  - 京都府出身。血液型はO型。3月21日生まれ。
  - 2018年9月に解散したバンド「PANIC in the BOX」のギタリスト[24]。みのべありさなどのライブサポート、レコーディングエンジニアもしている。
- ふじゃん（ドラムス）
  - 奈良県出身。血液型はO型。2月25日生まれ。
  - かつてナナホシ管弦楽団（岩見陸）とともに「Rock,stock and the Barrel」で活動していた[25]。

### サポートメンバー
- ろまん西野（ベース）
  - 大阪府出身。血液型はA型。3月17日生まれ[26]。
  - メガテラ・ゼロがかつて組んでいたバンド「メガロ」にベーシストとして参加していた[27]。

### 旧メンバー
- ナナホシ管弦楽団（ギター）
  - 滋賀県出身。血液型はAB型。9月27日生まれ。
  - 2021年7月、クリエイターとしての活動に専念するため脱退[10][28]。

## ディスコグラフィ

### シングル
| 枚  | 発売日         | タイトル             | 収録曲                                             | 規格品番   |
| --- | -------------- | -------------------- | -------------------------------------------------- | ---------- |
| 1st | 2019年6月19日  | 絶走                 | 全3曲 1. 絶走 2. Mr.wonderland 3. Liar,Liar        | PCCG.01786 |
| 2nd | 2019年10月16日 | ウィスキーハロウィン | 全2曲 1. ウィスキーハロウィン 2. それでも僕らは    | PCCG.70463 |
| 3rd | 2020年12月16日 | &                    | 全3曲 1. Night & Day 2. HOWEVER 3. Envy & Clap     | PCCG.01962 |
| 4th | 2021年2月17日  | ooh                  | 全4曲 1. only 2. GoodDay 3. 自分救世主 4. それほど | PCCG.01974 |

### デジタルシングル
| 枚   | 発売日         | タイトル                 | 備考         |
| ---- | -------------- | ------------------------ | ------------ |
| 1st  | 2020年6月19日  | Always the best day      | 単曲配信     |
| 2nd  | 2021年3月24日  | クレイジーダンス         | 同時リリース |
| 3rd  | 2021年3月24日  | シアターライフ           | 同時リリース |
| 4th  | 2021年4月21日  | ヨルノブルース           | 同時リリース |
| 5th  | 2021年4月21日  | We are quits             | 同時リリース |
| 6th  | 2021年5月26日  | ケイドイド               | 同時リリース |
| 7th  | 2021年5月26日  | 伝わんない               | 同時リリース |
| 8th  | 2021年10月20日 | ブレイキングブレイジング |              |
| 9th  | 2021年11月17日 | スーパームーン           | 同時リリース |
| 10th | 2021年11月17日 | グッドラック             | 同時リリース |
| 11th | 2022年1月26日  | Wake,Awake               | 同時リリース |
| 12th | 2022年1月26日  | ロックンロール白書       | 同時リリース |
| 13th | 2022年10月28日 | アゲクノハテ             |              |
| 14th | 2023年1月27日  | See you                  |              |
| 15th | 2023年7月26日  | ユエニ                   |              |
| 16th | 2023年8月25日  | of course                |              |
| 17th | 2023年9月29日  | Into the rainbow         |              |
| 18th | 2023年10月6日  | Sweet sweet candy time   |              |
| 19th | 2024年4月3日   | Ahead                    | 同時リリース |
| 20th | 2024年4月3日   | 晴れたらいいな           | 同時リリース |
| 21st | 2024年4月3日   | Ahead                    |              |
| 22nd | 2024年12月11日 | High & High              |              |

### デジタルEP
| 発売日        | タイトル | 収録曲                                | 備考 |
| ------------- | -------- | ------------------------------------- | --- |
| 2023年3月17日 | Ⅱ        | 1. アゲクノハテ 2. See you 3. fine II | 3曲目の「fine II」は、2019年にリリースされた『START DASH TURBO』収録曲「fine」の再レコーディング・バージョン。 |

### アルバム

#### 自主制作
| 枚  | 発売日        | タイトル   | 収録曲 |
| --- | ------------- | ---------- | --- |
| 1st | 2018年9月26日 | START DASH | 全8曲 1. ベストアンサー 2. ヘルプミー 3. マジカルスモーキンボーイ 4. Nice to meet you 5. MY FATHER 6. バースデーバースデー 7. chiko 8. fine |

#### メジャー
| 枚  | 発売日        | タイトル         | 収録曲 | 規格品番   |
| --- | ------------- | ---------------- | --- | ---------- |
| 1st | 2019年6月19日 | START DASH TURBO | 全10曲 1. MUSIC MAN 2. ベストアンサー 3. ヘルプミー 4. マジカルスモーキンボーイ 5. Nice to meet you 6. MY FATHER 7. バースデーバースデー 8. chiko 9. fine 10. チャイルドベイベー                                                                         | PCCG.01784 |
| 2nd | 2022年5月4日  | 朝昼晩           | 全13曲 1. Morning Dash 2. Wake,Awake 3. シアターライフ 4. 伝わんない 5. ケイドイド 6. We are quits 7. ロックンロール白書 8. ブレイキングブレイジング 9. グッドラック 10. クレイジーダンス 11. スーパームーン 12. ヨルノブルース 13. シューティングスター | FLCF-4528  |

### 楽曲提供
| 曲名                       | アーティスト | 収録作品              | 備考                                                   |
| -------------------------- | ------------ | --------------------- | ------------------------------------------------------ |
| 歌いましょう鳴らしましょう | MyGO!!!!!    | 1stアルバム『迷跡波』 | 作詞・作曲はメガテラ・ゼロ、編曲はMr.FanTastiCが担当。 |

## タイアップ一覧
| 使用年 | 曲名                     | タイアップ                                                 |
| ------ | ------------------------ | ---------------------------------------------------------- |
| 2019年 | Liar,Liar                | CLOCKUP制作ゲーム『DEAD DAYS』主題歌                       |
| 2019年 | 絶走                     | テレビ朝日系『Break Out』2019年6月度エンディング・トラック |
| 2019年 | ウィスキーハロウィン     | U-NEXT/BSスカパー!『TOKYO BB』テーマソング                 |
| 2020年 | Always the best day      | AbemaTV『ABEMA Prime』2020年7月度エンディングテーマ        |
| 2021年 | ブレイキングブレイジング | Webアニメ『ガンダムブレイカー バトローグ』主題歌           |
| 2022年 | シューティングスター     | テレビ朝日系『musicるTV』5月度オープニングテーマ           |

## ライブ

### ワンマンライブ
| 公演年 | 公演日   | 公演名                                                    | 会場                                       | 出典          |
| ------ | -------- | --------------------------------------------------------- | ------------------------------------------ | ------------- |
| 2019年 | 6月15日  | クラウチングスタート～このライヴハウスから始まった～      | 大阪 246ライブハウスGABU                   | [ 32 ]        |
| 2019年 | 7月13日  | レコ発 大阪編 ～ニトロチャージ～                          | 大阪 ROCKTOWN                              | [ 33 ]        |
| 2019年 | 7月26日  | レコ発 東京編 ～フルスロットル～                          | 東京 代官山UNIT                            | [ 33 ]        |
| 2019年 | 9月27日  | 初ワンマンから1周年！俺たちのバースデーバースデー         | 神奈川 川崎CLUB CITTA'                     | [ 33 ]        |
| 2020年 | 1月24日  | 今年も飲みましょ乾杯ライブ                                | 大阪 梅田QUATTRO                           | [ 34 ]        |
| 2022年 | 9月29日  | NEW WORLD                                                 | 東京 池袋harevutai                         | [ 35 ]        |
| 2022年 | 11月26日 | mini WORLD                                                | 大阪 BANQUETHOUSE                          | [ 36 ]        |
| 2022年 | 12月17日 | NEW WORLD 追加公演                                        | 大阪 ESPエンタテインメント大阪 CLUB GARDEN | [ 36 ]        |
| 2023年 | 7月1日   | 真夏の俺たち in Osaka                                     | 大阪・THE LIVE HOUSE soma                  | [ 20 ]        |
| 2023年 | 8月5日   | 真夏の俺たち in Tokyo                                     | 東京・池袋harevutai                        | [ 20 ]        |
| 2023年 | 10月1日  | 5th Anniversary ～でも俺たちはいつも同じ事しかできない!～ | 神奈川・横浜 1000 CLUB                     | [ 20 ] [ 22 ] |